# Verifiering och validering
Verifiering och validering är arbetssätt som används för att kontrollera data vid datainsamling. Verifiering innebär att riktigheten hos den insamlade informationen intygas eller fastställs. Validering innebär att en kontroll utförs vid insamlingstillfället för att bekräfta att informationen är giltig. Inom mjukvara används verifiering och validering mycket inom digitala formulär för att hjälpa användare att ange korrekt data. 
Syftet med verifiering och validering är att kvalitetssäkra data utifrån olika aspekter. Dess precision, underhållbarhet, flyttbarhet, återanvändbarhet och användbarhet. Det skapar förutsättningar för att den insamlade informationen ska kunna användas länge och för många olika saker.